# Polygala sinisica
Espèce
Statut de conservation UICN

 CR  : 
En danger critique
Polygala sinisica est une espèce de plantes à fleurs de la famille des Polygalaceae. Elle est endémique de l'Italie.

## Distribution
Polygala sinisica existe uniquement en Sardaigne, le long de la côte Capo Mannu, située juste au nord de Tharros dans la région de Sinis.
Ses habitats naturels sont les forêts et la végétation arbustive méditerranéenne des zones rocheuses.
Polygala sinisica est une des espèces végétales en danger critique d'extinction et figure sur la Liste rouge de l'UICN. Il fait partie du Top 50 des plantes des îles méditerranéennes de la Campagne de l'UICN, menacées.